# 이수용 (1979년생 배우)
이수용(1979년 8월 29일 ~ )은 대한민국의 배우이다.

## 영화
- 2001년 영화 《번지 점프를 하다》 ... 2학년 5반 반장 역
- 2005년 영화 《무영검》 ... 도적 2 역
- 2010년 영화 《대한민국 1%》 ... 3소대 1팀 역
- 2010년 영화 《황해》 ... 태원 조직원 역
- 2011년 영화 《나는 아빠다》 ... 날카로운 형사 역
- 2011년 영화 《최종병기 활》 ... 사무쟌 역
- 2011년 영화 《완벽한 파트너》 ... 영화 속 남주연 역
- 2012년 영화 《광해, 왕이 된 남자》 ... 칼자국 역
- 2014년 영화 《하이힐》 ... 입구사내 역

## 드라마
- 2015년 tvN 월화 드라마 《신분을 숨겨라》 ... 류태식 역
- 2024년 MBC 저녁 일일연속극 《용감무쌍 용수정》 ... 국진수 역